# Басли
Басли (фр. Basly) насеље је и општина у северној Француској у региону Доња Нормандија, у департману Калвадос која припада префектури Кан.
По подацима из 2011. године у општини је живело 1.115 становника, а густина насељености је износила 284,44 становника/km². Општина се простире на површини од 3,92 km². Налази се на средњој надморској висини од 70 метара (максималној 62 m, а минималној 18 m).

## Демографија
| 1962. | 1968. | 1975. | 1982. | 1990. | 1999. | 2011. |
| ----- | ----- | ----- | ----- | ----- | ----- | ----- |
| 237   | 272   | 383   | 672   | 633   | 657   | 1.115 |

График промене броја становника у току последњих година